# Port lotniczy Alto Palena
Port lotniczy Alto Palena – port lotniczy zlokalizowany w chilijskim mieście Palena.